# Lyngby socken
Lyngby socken i Skåne ingick i Bara härad och är sedan 1974 en del av Lunds kommun, från 2016 inom Genarps distrikt.
Socknens areal är 18,3 kvadratkilometer varav 18,14 land. År 1993 fanns här 423 invånare. Orten och gården Assartorp samt kyrkbyn Lyngby med sockenkyrkan Lyngby kyrka ligger i socknen.

## Administrativ historik
Socknen har medeltida ursprung.
Vid kommunreformen 1862 övergick socknens ansvar för de kyrkliga frågorna till Lyngby församling och för de borgerliga frågorna bildades Lyngby landskommun. Landskommunen uppgick 1952 i Genarps landskommun som uppgick 1974 i Lunds kommun. Församlingen uppgick 1995 i Genarps församling.
1 januari 2016 inrättades distriktet Genarp, med samma omfattning som Genarps församling fick 1995 och vari detta sockenområde ingår.
Socknen har tillhört län, fögderier, tingslag och domsagor enligt vad som beskrivs i artikeln Bara härad. De indelta soldaterna tillhörde Södra skånska infanteriregementet, Livkompaniet och Skånska dragonregementet, Malmö skvadron, Sallerups kompani.

## Geografi
Lyngby socken ligger öster om Malmö. Socknen är en odlingsbygd, mer jämn i norr.

## Fornlämningar
Boplatser från stenåldern är funna. Från bronsåldern finns en gravhög. Från järnåldern finns stensättningar och en domarring.

## Namnet
Namnet skrevs 1435 Lywngby och kommer från kyrkbyn. Efterleden är by, 'gård; by'. Förleden innehåller ljung, 'ljung'..